# Emil Skamene
Emil Skamene est un médecin québécois né le 27 août 1941 à Boutchatch en Galicie (aujourd'hui en Ukraine) et mort le 3 octobre 2024 à Hudson,.

## Biographie
Emil Skamene est le fils unique de Benio, un comptable juif de la ville de Boutchatch et Gisela Kriegel, une pharmacienne. En 1943, ses parents se cachent dans la cave d'un paysan ukrainien dans un village des environs de la ville afin d'échapper au génocide alors en cours contre les Juifs dans cette région de Galicie alors sous occupation allemande. Son père écrit à sa sœur Frederika, alors installée à Prague pour qu'elle sauve son fils. Cette dernière fait appel à un SS, Rudolph Steiger, pour qu'il fasse venir Emil à Prague contre de l'argent. Ce dernier transporte le garçon en train, caché dans un sac et la bouche bâillonnée. Elle adopte l'enfant avec son mari Richard Skamene, un chrétien. Ses véritables parents sont tués quelque temps plus tard, par les paysans ukrainiens qui les cachaient, accaparant l'argent et le manteau de fourrure qui leur restaient. Emil suit des études de médecine comme sa mère adoptive, d'abord à l'université Charles de Prague, puis en postdoctorat à l'université Harvard aux États-Unis à partir de 1968. C'est là qu'il reçoit une lettre lui apprenant sa véritable origine juive galicienne qui lui avait été jusqu'alors cachée par ses parents adoptifs. Cette lettre est envoyée par la seconde femme de Rudolph Steiger, attirée par la rumeur fausse selon laquelle Emil Skamene devait recevoir un trésor de ses parents biologiques. 

## Distinctions
- 1964 - Doctorat en médecine de l'Université Charles
- 1980 - Médaille du Collège royal du Collège royal des médecins et chirurgiens du Canada
- 1986-1991 - Bourse de mérite exceptionnel du Fonds de la recherche en santé du Québec (FRSQ)
- 1991 - Prix Bernard-Cinader de la Société canadienne d'immunologie
- 1992 - Prix Izaak-Walton-Killam du Conseil des Arts du Canada
- 1992 - Prix de l'Organisation mondiale de la santé
- 1994 - Prix Léo-Pariseau de l'Association canadienne-française pour l'avancement des sciences (ACFAS)
- 1994 - Prix de l'American Society for Microbiology de la Société canadienne d'allergologie et d'immunologie clinique
- 1997 - Membre de la Société royale du Canada
- 1997 - Prix international du Howard Hughes Medical Institute
- 1999 - Prix d'excellence en recherche de Merck Frosst Canada
- 2001 - Prix Armand-Frappier
- 2005 - Chevalier de l'Ordre national du Québec